# Pflegeprozesstheorie
Die Pflegeprozesstheorie (engl. Nursing Process Theorie auch Bedürfniserkennung im Beziehungsprozess) ist ein von Ida Jean Orlando-Pelletier entwickeltes konzeptionelles Pflegemodell. Sie veröffentlichte die zugrundeliegende Theorie nach von ihr durchgeführten Studien 1954 in The dynamic nurse-patient relationship: Function, process and principles. (dt. Die dynamische Beziehung zwischen Pflege und Patient: Funktion, Prozess und Prinzipien). Bei diesem Modell handelt es sich um ein Interaktionsmodell bei der insbesondere die Beziehung zwischen der Pflegekraft und dem Patienten im Mittelpunkt steht. Orlando-Pelletier war eine der ersten Pflegewissenschaftler, die erkannte, dass es zwischen der Beteiligung des Patienten an der Pflege und der Überlegungen der Pflegekräfte einen wesentlichen Zusammenhang gibt. Sie grenzte darüber hinaus die Pflege deutlich von der medizinischen Versorgung des Patienten durch Ärzte ab.